# Diuris secundiflora
Diuris secundiflora är en orkidéart som beskrevs av Robert Desmond David Fitzgerald. Diuris secundiflora ingår i släktet Diuris och familjen orkidéer. Inga underarter finns listade i Catalogue of Life.